# اریکا کارتر
اریکا کارتر (انگلیسی: Arica Carter؛ زادهٔ ۱۹ ژوئیهٔ ۱۹۹۶) بازیکن بسکتبال اهل ایالات متحده آمریکا است.
از باشگاه‌هایی که در آن بازی کرده‌است می‌توان به فینکس مرکوری اشاره کرد.